# Сугорский, Захарий Иванович
Князь Захарий Иванович Сугорский (ум. 1582) — голова, воевода, наместник и дипломат во времена правления Ивана IV Васильевича Грозного.
Являлся последним представителем княжеского рода Сугорских, ветви князей Белозерских. Сын князя Ивана Ивановича Сугорского по прозванию «Ахметек», упомянутого в 1492 и 1495 годах в чине постельничего в походах Ивана III в Новгород. 
По сообщениям прибалтийско-немецкого историка Христиана Кельха, князь Захарий Иванович отличался глубокой преданностью Ивану Грозному.

## Биография
В 1564-1565 годах по «литовским и крымским вестям» велено ему быть первым головою при боярине и князе Иване Ивановиче Пронском в Передовом полку на берегу Оки.
В 1568—1572 годах служил вторым воеводой в Астрахани. Участвовал в Ливонской войне, в частности, во взятии Вейсенштейна на рубеже 1572—1573 годов. В 1573 году упомянут головою у снаряда (артиллерии) в государевом новгородском походе на Лифляндию. В 1574 году послан послом в Крымское ханство.
В январе 1576 года вместе с дьяком Андреем Арцыбашевым возглавлял русское посольство в Вену и Регенсбург к императору Священной Римской империи Максимилиану II. Сын императора Эрнст, как и Иван Грозный, претендовал на вакантный польский трон. Задачей посольства было передать Максимилиану, что русский царь готов отказаться от своей кандидатуры и уступить Эрнсту польский престол взамен на передачу Киева и западнорусских земель как «государевых вотчин» Русскому царству. Также Иван Грозный рассчитывал на признание русского протектората над Ливонией. В случае неудачи притязаний Эрнста на польский трон, Сугорскому предписывалось склонить Максимилиана к союзу с Россией против ставленника османского султана Стефана Батория.

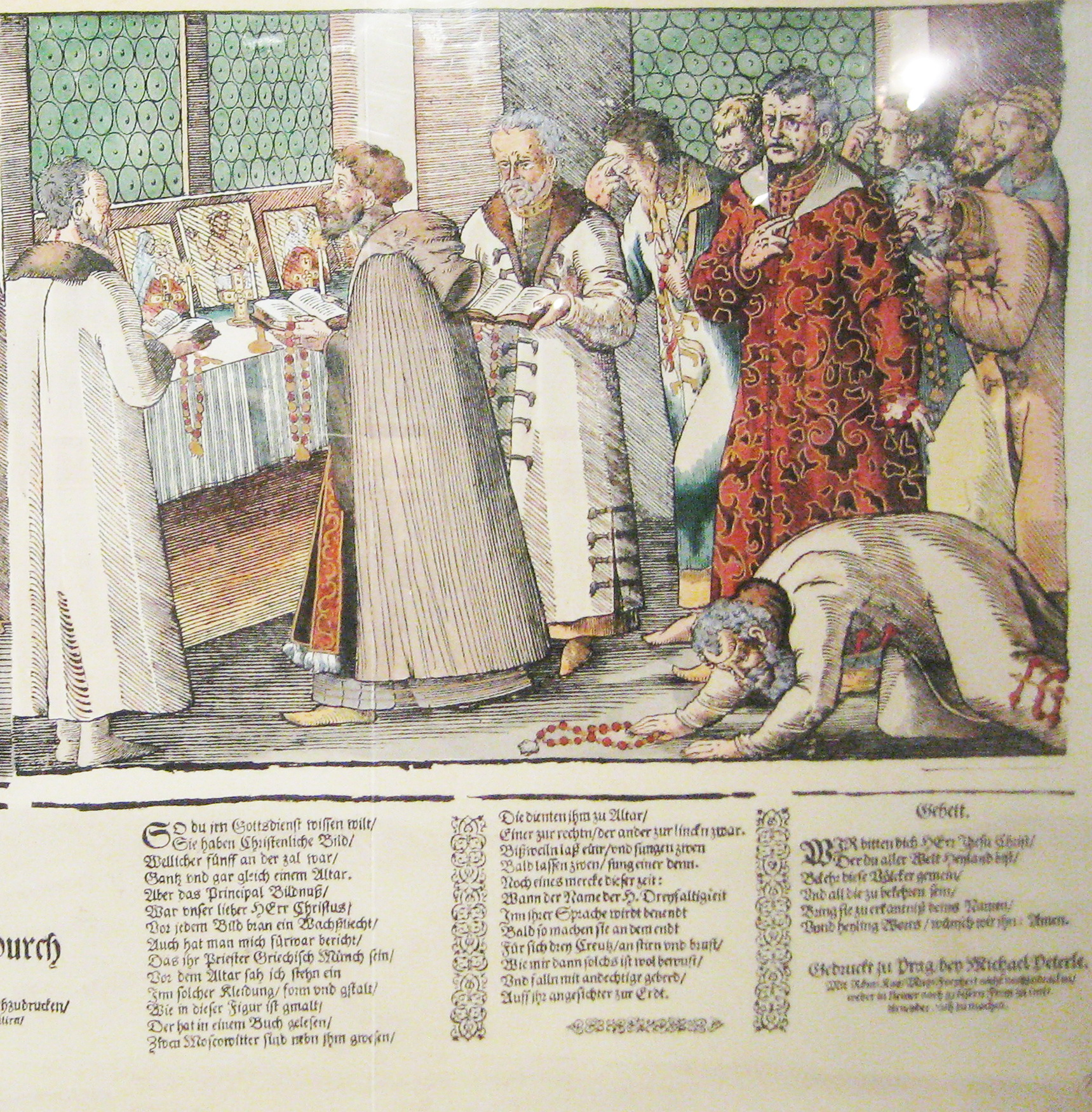
Возможно, на гравюре, изображающей богослужение участников посольства, также изображён Сугорский в красном кафтане

Сугорский прибыл к императорскому двору в середине июля и пробыл при нём до сентября. Миссия не была особо успешной, поскольку Максимилиан II заболел и был почти недееспособен, ограничившись лишь почестями по отношению к послам. Без особого противодействия со стороны России и Священной Римской империи польским королём был избран Баторий, начавший разорительную военную кампанию против Русского государства.
О своём посольстве Сугорский оставил подробные «донесения», описывающие обычаи, богатство и пышность европейского двора того времени. Среди прочего, он встречался с папскими легатами, однако отказался брать от них письмо Папы Римского Ивану Грозному. Русское посольство, а также и сам Сугорский, были запечатлены на знаменитой немецкой гравюре 1576 года. Известно, что Сугорский не носил бороды, что на Руси в то время было редкостью.
Выехав в сентябре из Вены, через Прагу и Франкфурт-на-Одере прибыл в Штеттин, откуда попытался добраться морем в русскую Ливонию. Первой попытке это сделать помешал сильный шторм и посольство возвратилось назад, в Грейфсвальд. Вторая попытка отплыть была более успешной и Сугорский прибыл в Пернов, откуда в январе 1577 года прибыл в Москву.
В 1578 году первый воевода Сторожевого полка в Туле, а после второй воевода у снаряда на берегу Оки. В декабре 1579 году указано ему собрать, как единственно возможную помощь малочисленному псковскому войску и быть первым головою у Пасошных (народное ополчение) и вести их для похода против литовцев и лифляндцев. Приведя войска в Псков, остался там сперва четвёртым, а потом третьим воеводой у снаряда в походе против Речи Посполитой, пришедших к Полоцку. В мае 1580 года третий воевода Сторожевого полка в Коломне и велено ему если крымцы будет идти к Ржеву, то быть ему вторым воеводой войск левой руки с князем Симеоном Бекбулатовичем Тверским, а если войска неприятеля пойдут к Смоленску, то идти ему в Вязьму воеводой Большого полка. В 1581 году второй воевода во Ржеве, откуда по "Стародубским вестям" послан наместником в Рузу. В 1582 году четвёртый воевода Большого полка в Смоленске, где и умер.
По родословной росписи показан бездетным.

## Критика
В родословной книге М.Г. Спиридова князь Захарий Иванович показан единственным сыном. Эти же данные приводит П.Н. Петров. В Русской родословной книге А.Б. Лобанова-Ростовского у него показан брат князь Константин Иванович, женатый на княжне Марии Ивановне Кемской.